# Theologisches Institut Hermannstadt
Das Theologische Institut Hermannstadt (Institutul Teologic Protestant Sibiu) ist Teil der Lucian-Blaga-Universität. Gelehrt werden die Fächer Altes Testament, Neues Testament, Kirchengeschichte, Systematische Theologie, Praktische Theologie. Ein Forschungsschwerpunkt der Theologischen Fakultät ist die Praktische Theologie, da es eine enge Zusammenarbeit mit der Evangelischen Kirche A.B. in Rumänien gibt. Unterrichtssprache ist Deutsch.

## Geschichte
Das Theologische Institut wurde 1949 als Zweig des Vereinigten Theologischen Instituts mit Universitätsrang der protestantischen Kirchen in Rumänien von der Evangelischen Kirche A.B. gemeinsam mit Reformierten, Lutheranern und Unitariern (Unitarische Kirche Siebenbürgen) gegründet. Bis 1955 bestand diese deutschsprachige Fakultät in Klausenburg, ehe man beide Abteilungen 1955 in dem nach einer Enteignung zurückgegebene Bischofshaus der Evangelischen Kirche A.B. in Hermannstadt zusammenlegte.  Nach 1989 sorgte ein Freundeskreis für den Erhalt des Instituts. 2006 wurde die Einrichtung als Departement für Protestantische Theologie in die Lucian-Blaga-Universität integriert. Seit dem Wintersemester 2009/10 kann auch der Studiengang Sozialassistenz besucht werden.

## Lehrstühle
- Department Biblische Theologie
  - Lehrstuhl für Altes Testament und Biblische Umwelt: Renate Klein
  - Lehrstuhl für Neues Testament: Rainer Reuter
  - Lehrstuhl für Umwelt des Alten Testaments: Hannelore Agnethler
- Department Kirchengeschichte: Andras Bandi
  - assoziierte Professur für Antikes Judentum, Umwelt des NT und Kirchengeschichte (Universität Erfurt): Kai Brodersen
  - Emeritus für Kirchengeschichte: Christoph Klein
- Department Systematik: Stefan Tobler
- Department Praktische Theologie: Stefan Cosoroabă
  - Lehrstuhl für Liturgisches Singen/Kirchenmusik und Homiletische Übungen: Brita Falch-Leutert und Jürg Leutert
  - Lehrstuhl für Religionspädagogik: Gunda Wittich
  - Lehrstuhl für Diakoniewissenschaft: Thomas Pitters

## Ökumene-Semester
Das Ökumene-Semester richtete sich an internationale Studierende der Theologie sowie Pfarrer, die einen Studienurlaub wahrnehmen. Innerhalb des Semesters beschäftigen sich die Studierenden mit der Geschichte und Vielfalt der Konfessionen in Siebenbürgen. Hierbei sind Veranstaltungen zu drei Themenkreisen vorgesehen:
- Orthodoxie: orthodoxe Spiritualität, Einführung in die orthodoxe Dogmatik, Liturgie und Musik, Ikonografie, Monastisches Leben
- Evangelisch-lutherische Diaspora: Geschichte der evangelischen Kirche A.B. in Rumänien, Spezifische Traditionen in Siebenbürgen, Kulturgeschichte und Kirchenburgen, Diaspora-Situation in einem mehrheitlich orthodoxen Land
- Multikonfessionalität in Siebenbürgen: Siebenbürgische Kirchengeschichte, Kirchen unter dem Kommunismus, Die anderen historischen Kirchen: reformiert, unitarisch, römisch-katholisch, griechisch-katholisch, Jüngere protestantische Kirchen: Baptisten und Pfingstkirchen

## Gebäude
Die Fakultät befindet sich in einem historischen Gebäude der Universität am Bulevardul Victoriei 40.